# 遛狗

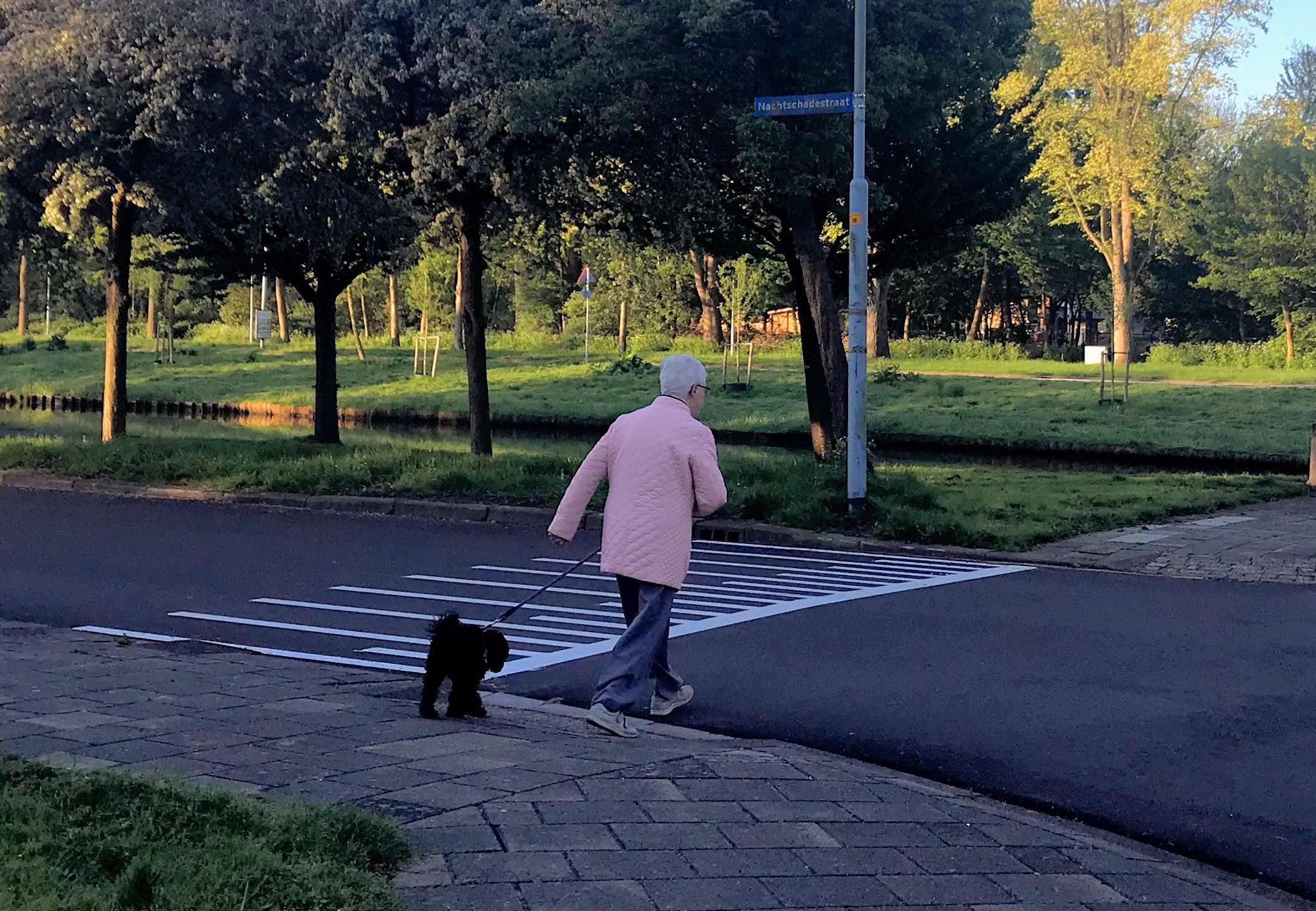
遛狗的女子

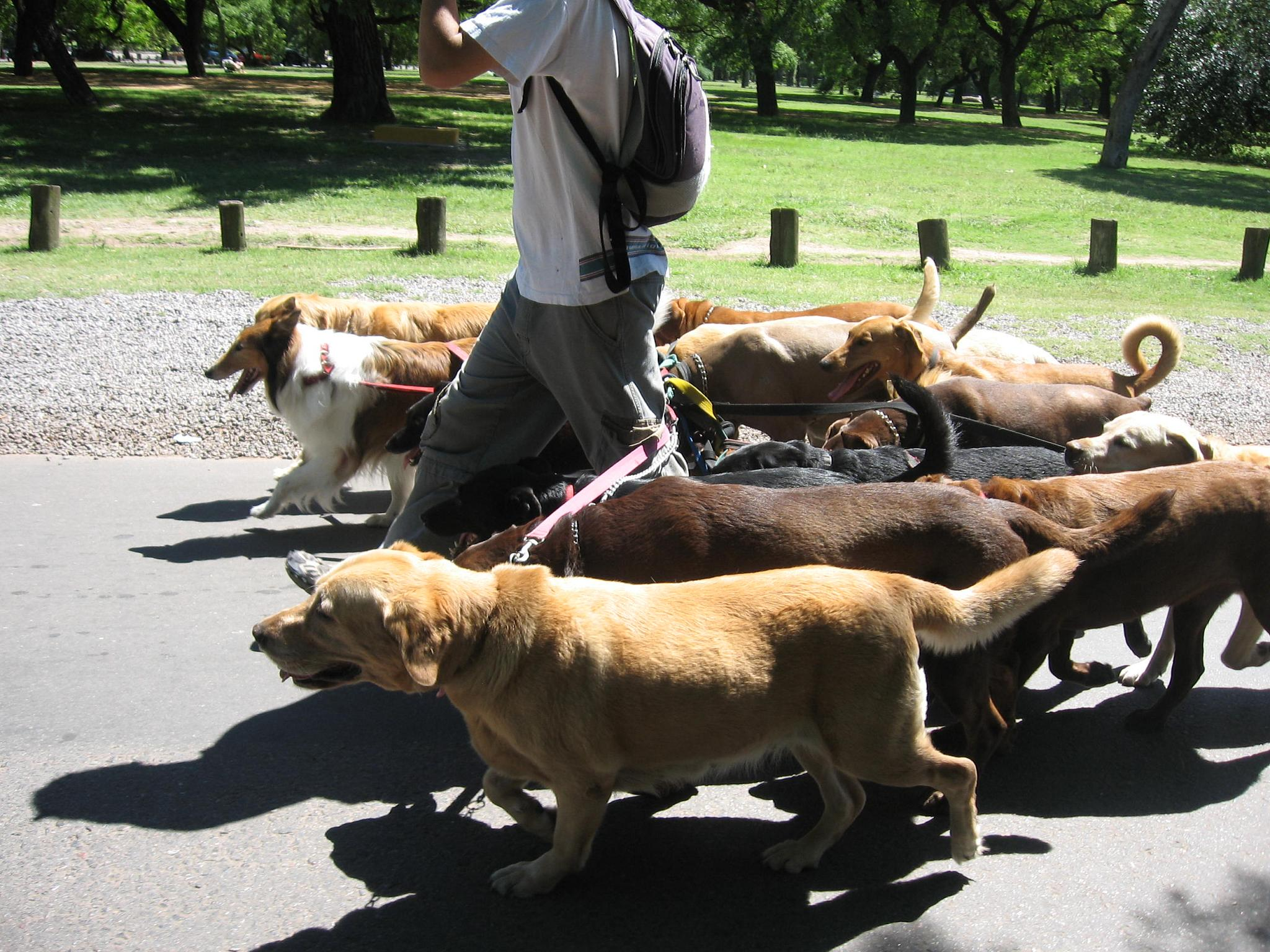
帶著多隻狗一起遛狗

遛狗（英語：Dog walking）是指人帶著狗，和狗一起步行的行為，一般是從狗的住處出發，走一段距離後再返回家中。遛狗對人和狗都很有益處，不但可以運動，也可以培養彼此之間的互動。

## 說明
英國的養狗俱樂部有針對一千位狗主人進行問卷，發現有五分之一不會每天遛狗。
遛狗時一般會有頸圈套在狗的頸部，以限制其行動，也有些會用寵物套具，有些則是用言語指引的方式引導著狗。一般狗是由其主人或是主人的家人帶著遛狗，不過也有專業的遛狗者
。

## 健康上的好處

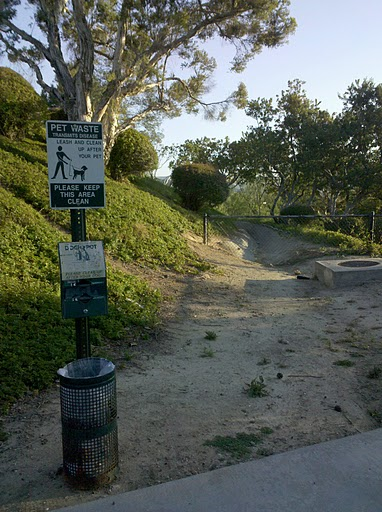
美國加州约巴林达免費提供的狗便袋，以及提醒遛狗者幫狗撿拾大便並且丟掉的告示

密西根州立大學的研究指出遛狗的人中有34%有達到其每日理想的運動量，建議值是150分鐘的活動（例如遛狗）。此研究的共同作者Matthew Reeves提到：「沒有什麼萬靈丹可以讓人一定達成（理想運動量的）目標，不過遛狗有相當程度的正面影響。」
西澳大学的研究指出一社區內遛狗的比例越高，其人際互動的比例也越高。研究建議社區中的人可以和路上遇到的人打招呼、和鄰居交換好感，會鼓勵社區中的人有更多的運動，也讓寵物及主人有更健康的生活方式。

## 專業遛狗者

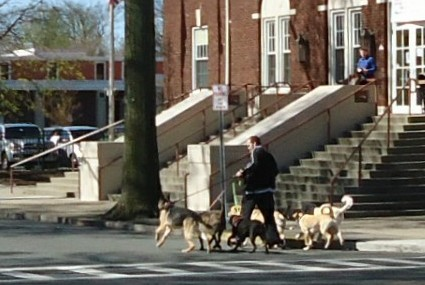
遛著六隻狗的專業遛狗者

專業遛狗者可能是個人，也可能是公司，是受狗主人的僱用來遛狗。有些遛狗者會一次遛很多隻狗，有些每次只會帶一隻狗遛狗。遛狗行程長度視狗的品種以及主人的需求而定，有可能只是短程的散步，也有可能是主人指定的一定時間。另外一種類似的活動帶狗跑步（dog running）也正在流行。有些司法管轄區會要求專業遛狗公司要有執照，其員工需接受寵物急救訓練。專業遛狗服務可能是地區推薦的，也可能是線上推薦的。要獲得專業遛狗者的工作已越來越困難，申請者需通過嚴格的考試以及大量的訓練。 
美国第一位專業遛狗者應該是Jim Buck，在1960年代就在纽约開始遛狗服務。

## 參考資料

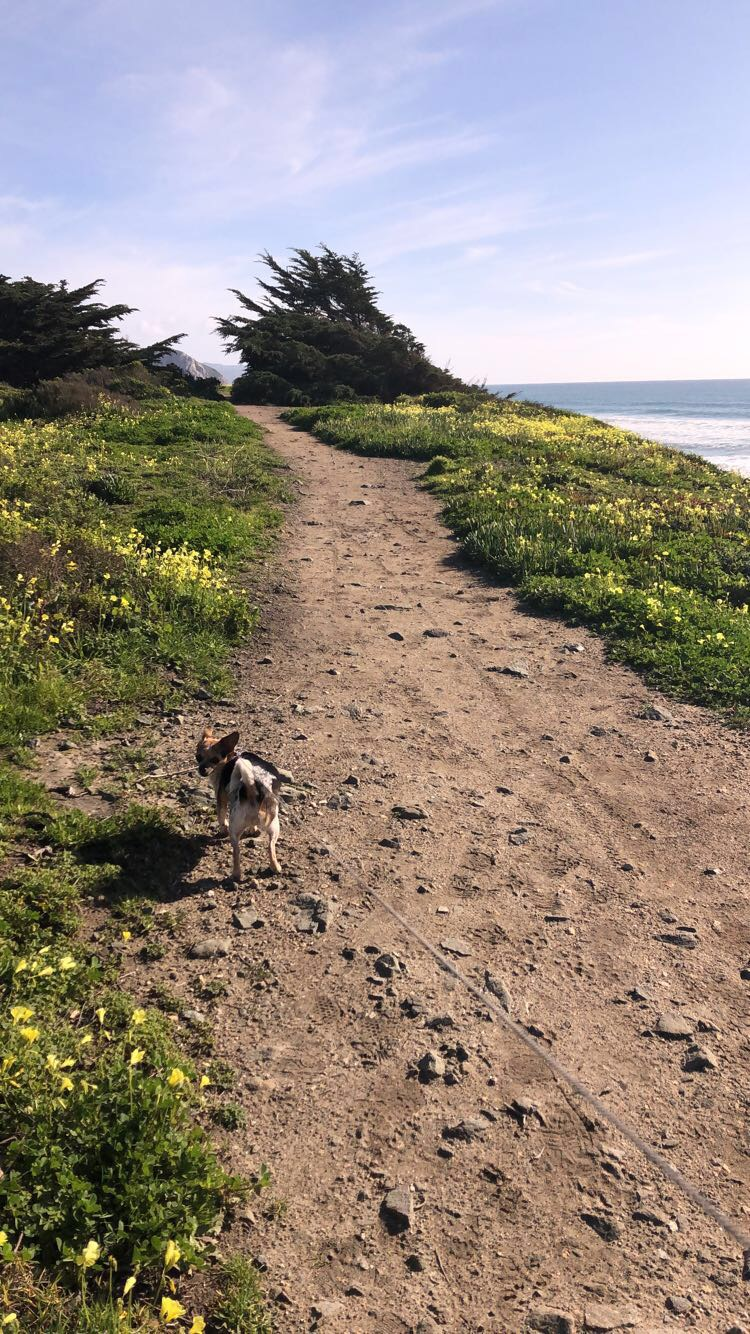
狗在沙地上走路

## 外部連結
- 维基共享资源上的相關多媒體資源：遛狗